# Eremochlaena oranoides
Eremochlaena oranoides là một loài bướm đêm trong họ Noctuidae.